# Samuel Beckett
Samuel Beckett (n. 13 aprilie 1906, Foxrock⁠(d), Irlanda⁠(d), Irlanda – d. 22 decembrie 1989, Paris, Île-de-France, Franța) a fost un dramaturg, nuvelist și poet irlandez de expresie engleză și franceză. În anul 1969 a fost distins cu premiul Nobel pentru literatură. Motivarea Comitetului Nobel: „pentru scrisul său, care – în forme noi pentru roman și dramă – în lipsa omului modern capătă înălțare”.
Beckett s-a născut la Dublin, însă a studiat și a predat la Paris unde s-a stabilit în 1937.

## Viața și opera
Majoritatea operelor lui sunt scrise în limba franceză. Și-a tradus piesele în limba engleză. Primul său roman, Murphy, a apărut în 1938 și reprezintă un model al operelor lui ulterioare. Inovația constă în respingerea elementelor tradiționale ce țin de intrigă, personaje și decor. Ca alternativă, teatrul lui Beckett ilustrează experiența așteptării și luptei însoțite de o inutilitate epuizantă. Dar piesele sale, Ultima bandă a lui Knapp & Așteptându-l pe Godot, aduc postum absurdul secular la valorile occidentului bimileniale. Chinul și agonia de a exista într-o lume deșartă sporesc în următoarele romane ale lui Beckett. Printre acestea, se numără:
- Watt (1942-1944);
- trilogia Molloy (1951), Malone Meurt (Malone moare) (1951) și The Unnamable (1953);
- How It Is (1961);
- The Lost Ones (1972)

Piesele lui aparțin teatrului absurdului. Beckett a îmbinat umorul nostalgic cu un sentiment devastator de durere și înfrângere. En attendant Godot (Așteptându-l pe Godot) (1952) și Fin de partie (Ultimul joc) (1957) rămân două dintre cele mai controversate piese ale lui Beckett. În 1969, dramaturgul a primit Premiul Nobel pentru Literatură. Printre operele sale se numără o analiză semnificativă a operei lui Proust (1931); piesele Krapp's Last Tape (Ultima casetă a lui Krapp) (1959) și Happy Days (Zile fericite) (1961); un scenariu, Film (1969); povestiri, Breath (Răsuflare) (1966) și Lessness (1970); proze scurte adunate în volumele Stories and Texts for Nothing (Povestiri și texte fără nici un scop) (1967), No's Knife (Cuțitul lui Nu) (1967) și The Complete Short Prose (Povestiri complete: 1929-1989) (1996); antologiile More Pricks than Kicks (1970) și First Love and Other Shorts (Prima iubire și alte povestiri) (1974); și Poems (Poezii) (1963). Cele 16 volume de Collected Works (Opere) au fost publicate în 1970, primele ficțiuni și piese ale lui Beckett fiind publicate postum: romanul Dream of Fair to Middling Women (scris în 1932) în 1992 și piesa Eleuthéria (scrisă în 1947) în 1995.

## Traduceri în limba română
- Molloy, nuvele, traducere de Gabriela și Constantin Abăluță, prefață și tabel cronologic de Romul Munteanu, București, Editura Univers, 1990.
- Malone murind, roman, traducere de Constantin Abăluță, București, Editura EST, 1995 (reed. 2005).
- Teatru, ediție îngrijită, cuvânt înainte, traducere și note de Anca Măniuțiu, București, Fundația Culturală „Camil Petrescu”, Editura Cheiron, 2007.
- Așteptându-l pe Godot, Eleutheria, Sfârșitul jocului, traducere din limba franceză de Gellu Naum și Irina Mavrodin, București, 2010, Curtea Veche Publishing.